# День Мадарака
День Мадарака (Влади чи Самоуправління день) національне свято відзначається щороку 1 червня кожного року у Республіці Кенія. Це свято присвячене річниці формування в Кенії першого чорного уряду 1964 році, коли Кенія досягла незалежного самоврядування,і стала суверенною державою. У той час пост прем'єр-міністра зайняв Джомо Кеніата, виходець з племені кікую. Це відбулось через рік як вона перестала бути Британською колонієюв 1963 році.
Мадарака на суахілі означає "Свобода, Влада, Незалежність, Потужність".

## Святкування

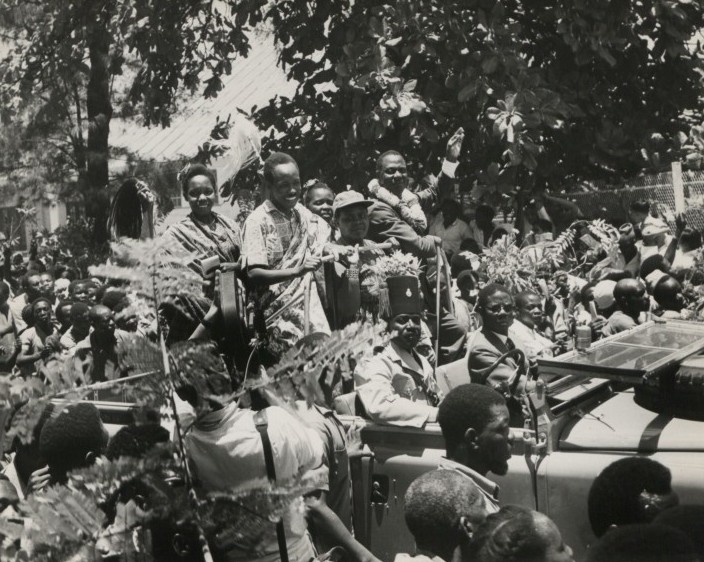
Натовп підбадьорює Юліюса Ньєрера, коли він їде містом у день Мадараки

### На Державному Рівні
У День Мадарака в Кенії за традицією святкування починаються на державному стадіоні Ньяйо в Найробі. Президент країни виголошує промову, адресовану народу Кенії, Далі повз президентського палацу проходить військовий парад. А потім настає час проведення концертів, танцювальних виступів, та інших розважальних заходів.

### На Сімейному Рівні
Мешканці Кенії відзначають День Мадарака і по-сімейному. Вони влаштовують пікніки, ігри в міських парках, часто готують особливі страви з курятини або яловичини до цього дня. Під час святкування Дня Мадарака життя в Кенії трохи уповільнюється, а громадський транспорт ходить рідше звичайного.

## Див. Також
- День Джамхурі
- День Машуджі
- Свята Кенії

## Зовнішні Посилання
- Глобальна політика - День Мадараки у Кенії [Архівовано 18 травня 2009 у Wayback Machine.]
- Національні свята у 2011[недоступне посилання з 01.12.2017]
- Зображення дня Мадараки [Архівовано 20 серпня 2020 у Wayback Machine.]
- [Архівовано 22 жовтня 2018 у Wayback Machine.]